# Duży katechizm Marcina Lutra
Duży katechizm wraz z Wyznaniem augsburskim, Obroną Wyznania augsburskiego, Małym katechizmem, Artykułami szmalkaldzkimi i Formułą zgody stanowi jedną z sześciu ksiąg wyznaniowych, zawierających zasadnicze nauki luteranizmu.

## Treść
1. Przedmowa doktora Marcina Lutra
2. Dziesięcioro Przykazań
3. O wierze
4. Ojcze nasz
5. O chrzcie
6. O Sakramencie Ołtarza
7. Krótkie napomnienie do spowiedzi

## Wydania polskie
- Mały i Duży Katechizm doktora Marcina Lutra (przekład A. Wantuła), Warszawa 1962, s. 41–157.
- Wybrane Księgi Symboliczne Kościoła Ewangelicko-Augsburskiego, Warszawa 1980, s. 43–125.
- Księgi Wyznaniowe Kościoła Luterańskiego, Bielsko-Biała 1999, s. 57–131.
- Mały Katechizm, Duży Katechizm (Biblioteka Klasyki Ewangelickiej, nr 4), Bielsko-Biała 2000, s. 44–149.